# Ioan Cozacu
Ioan „Nel“ Cozacu (* 27. Juni 1953 in Klausenburg, Rumänien) ist seit 1984 als freischaffender Cartoonist und Buchillustrator tätig und gehört zu den bekanntesten Karikaturisten Deutschlands.
Nel studierte von 1973 bis 1978 an der Hochschule für industrielle Formgestaltung Halle, Burg Giebichenstein in Halle (Saale). Er lebt und arbeitet in Erfurt. Er arbeitete und arbeitet für verschiedene Verlage wie Eulenspiegel, Schaltzeit, Altberliner Verlag, Mitteldeutscher Verlag, Weißer Stein, Lappan, Liszt, Weymann-Bauer, Eichborn. Außerdem arbeitet er an verschiedenen Zeitungen und Magazinen mit, darunter an der TLZ, der WAZ, der ADZ, der taz sowie am Eulenspiegel und dem Stern. Ioan Cozacu ist Gründungsmitglied der Cartoonfabrik Köpenick. Er war bis 1990 Mitglied des Verbands Bildender Künstler der DDR. 

## Preise und Auszeichnungen
- 2015: 3. Preisträger bei der Rückblende 2015[1]
- 2011: 1. Preisträger Deutscher Karikaturenpreis[2]
- 2011: 2. Preisträger bei der Rückblende 2010. Wettbewerb des Bundesverbandes Deutscher Zeitungsverleger (BDZV)[3]
- 2008: 1. Preisträger bei der Rückblende. Der deutsche Preis für politische Fotografie und Karikatur[4]
- 2005: Auszeichnung beim Deutschen Preis für die politische Karikatur "Mit spitzer Feder"
- 2001: 3. Platz beim Deutschen Preis für die politische Karikatur "Mit spitzer Feder"[5]
- 2001: 2. Platz beim Karikaturenpreis der deutschen Zeitungen (BDZV)
- 1999: Gothaer Karikade
- 1995: Berliner Karikaturensommer

## Publikationen

### Karikaturen
- 2021. Der Jahresrückblick. Mit Texten von Bodo Baake. Klartext Verlag, Essen 2021, ISBN 978-3-8375-2410-9.
- Die Merkeljahre. Klartext Verlag, Essen 2021, ISBN 978-3-8375-2411-6.
- Prost Wahlzeit! Das Schönste und Beste aus dem Versprecher-Album. Karikaturen von Nel, Thomas Plaßmann, Heiko Sakurai und Klaus Stuttmann. Mit einem Vorwort von Miriam Hollstein, Schaltzeit Verlag, Berlin, 2013, ISBN 978-3-9413-6230-7.
- Tag ein, Tag aus. NELs normaler Wahnsinn. Mit einem Vorwort von F.W. Bernstein, Schaltzeit Verlag, Berlin (2012), ISBN 978-3941362253.
- Super! Mega! Giga! Gaga! Karikaturen zum Zeitgeschehen. Burkhardt, Erfurt 2009, ISBN 978-3-937981-49-9.

### Illustrationen
- Markus Wolf (Autor), Ioan Cozacu (Illustrator): Geheimnisse der russischen Küche. Eulenspiegel Verlag, Berlin 2007, ISBN 978-3359016625.[6]
- Manfred Reißig (Autor): Nicht verzweifeln, das Leben geht weiter. Sprüche zur Politik von der Antike bis zur Gegenwart. Weimarer Taschenbuch Verlag, Weimar 2005, ISBN 978-3937939162
- Matthias Biskupek (Autor): Der soziale Wellensittich. Die grauenhafte aber erbauliche Geschichte vom Zusammenleben eines intelligenten Vogels mit einem von der Gesellschaft permanent überforderten Schriftsteller. Mit tierisch einfühlsamen Bildern des Ornithologen Ioan Cozacu, Gattungsname Nel. Verlag Individuell, Schöneiche 2005, ISBN 978-3935552110.
- Frank Quilitzsch (Autor): Dinge, die wir vermissen werden. Vom Teppichklopfer bis zum Liebesbrief. Verlag Gustav Kiepenheuer, 2002, ISBN 3-378-01061-4.
- Frank Quilitzsch (Autor): Ein Thüringer in New York und andere Merkwürdigkeiten. Rhino-Verlag, Arnstadt 1997, ISBN 978-3-932081-25-5.

## Ausstellungen (unvollständig)
- 1983: Leipzig, Informationszentrum am Sachsenplatz (Ausstellung der Sektion Karikatur und Pressezeichnung DDR-Süd im VBK)
- 1986: Greiz, Sommerpalais der Staatlichen Museen („Satiricum“)
- 1987/1988: Dresden, X. Kunstausstellung der DDR
- 2000: Greiz, Staatliche Bücher- und Kupferstichsammlung Greiz (Triennale Greiz 2000)